# غلين د. بيج
غلين د. بيج (بالإنجليزية: Glenn D. Paige)‏ هو عالم سياسة أمريكي، ولد في 28 يونيو 1929 في بروكتون في الولايات المتحدة، وتوفي في 22 يناير 2017.